# Oscar Dufresne
Ne doit pas être confondu avec Oscar Dufrenne.
Pour les articles homonymes, voir Dufresne.
Oscar Dufresne (17 octobre 1875 - 1er mai 1936) est un homme d’affaires québécois et un conseiller municipal pour la Cité de Maisonneuve. Il a été notamment président des compagnies Dufresne & Locke et Dufresne Construction Co.. Il a également été président du conseil d'administration du journal Le Devoir.

## Biographie
Oscar Dufresne naît le 17 octobre 1875 à Pointe-du-Lac,. Il est le fils de Thomas Dufresne et de Victoria Dussault. Il est également le petit-fils d'Augustin Rivard Dufresne qui a été l'un des premiers membres de la Chambre d'assemblée du Bas-Canada.
À la suite de sa formation académique, Oscar Dufresne devient en 1889 un commis de bureau pour la Caverhill, Hughes & Co. avant de devenir caissier en 1891 pour la Bourgouin & Duchesneau Co. En 1893, il décide de s'investir dans la Dufresne & Locke Company, une manufacture de chaussures fondée par son père en 1891. En 1906, il est élu conseiller municipal au sein de la Cité de Maisonneuve et occupe successivement le poste de président de la commission des finances puis de la commission des parcs jusqu'en 1918,.
Le 16 mai 1899, il se marie avec Alexandrine Pelletier, fille de Pierre Pelletier.
Au courant de sa vie professionnelle, Oscar Dufresne a été président de l'Association des manufacturiers de chaussures du Canada, président de la Dufresne & Locke Co., président de la Dufresne Construction Co., président de la Librairie Beauchemin Ltée, président de la Slater Shoe, président du conseil d'administration du journal Le Devoir, président de la Société Canadienne d'opérette et également président d'une compagnie d'électricité. Il a aussi été membre de plusieurs conseils d'administration dont celui de l'Institut Bruchési, de l'hôpital Notre-Dame, de l'Institut national canadien pour les aveugles et de l'United Securities. De plus, il a été membre du bureau d'administration de la Banque provinciale et du Sun Trust de Montréal.
Il meurt d'une crise cardiaque le 1er mai 1936 au Château Dufresne à l'âge de 61 ans. Les obsèques ont lieu à l'église Saint-Jean-Baptiste de La Salle dans le quartier de Maisonneuve. Sa sépulture est située dans le Cimetière Notre-Dame-des-Neiges, à Montréal.

## Arbre généalogique[7]
| George Rivard Dufresne | George Rivard Dufresne | George Rivard Dufresne | George Rivard Dufresne | George Rivard Dufresne | George Rivard Dufresne |                      |                      |                      |                      |                                   |                      | Madelaine Lesieur Desaulniers | Madelaine Lesieur Desaulniers | Madelaine Lesieur Desaulniers | Madelaine Lesieur Desaulniers | Madelaine Lesieur Desaulniers | Madelaine Lesieur Desaulniers |                               |                               |                               |                               |                               |                               |                   |                   |  |  |                 |                 |                 |                 |                 |                 |  |  |  |  |  |  |  |  |
| George Rivard Dufresne | George Rivard Dufresne | George Rivard Dufresne | George Rivard Dufresne | George Rivard Dufresne | George Rivard Dufresne |                      |                      |                      |                      |                                   |                      | Madelaine Lesieur Desaulniers | Madelaine Lesieur Desaulniers | Madelaine Lesieur Desaulniers | Madelaine Lesieur Desaulniers | Madelaine Lesieur Desaulniers | Madelaine Lesieur Desaulniers |                               |                               |                               |                               |                               |                               |                   |                   |  |  |                 |                 |                 |                 |                 |                 |  |  |  |  |  |  |  |  |
|                        |                        |                        |                        |                        |                        |                      |                      |                      |                      |                                   |                      |                               |                               |                               |                               |                               |                               |                               |                               |                               |                               |                               |                               |                   |                   |  |  |                 |                 |                 |                 |                 |                 |  |  |  |  |  |  |  |  |
|                        |                        |                        |                        |                        |                        | George-Noël Dufresne | George-Noël Dufresne | George-Noël Dufresne | George-Noël Dufresne | George-Noël Dufresne              | George-Noël Dufresne |                               |                               |                               |                               |                               |                               | Domithilde Houle dite Gervais | Domithilde Houle dite Gervais | Domithilde Houle dite Gervais | Domithilde Houle dite Gervais | Domithilde Houle dite Gervais | Domithilde Houle dite Gervais |                   |                   |  |  |                 |                 |                 |                 |                 |                 |  |  |  |  |  |  |  |  |
|                        |                        |                        |                        |                        |                        | George-Noël Dufresne | George-Noël Dufresne | George-Noël Dufresne | George-Noël Dufresne | George-Noël Dufresne              | George-Noël Dufresne |                               |                               |                               |                               |                               |                               | Domithilde Houle dite Gervais | Domithilde Houle dite Gervais | Domithilde Houle dite Gervais | Domithilde Houle dite Gervais | Domithilde Houle dite Gervais | Domithilde Houle dite Gervais |                   |                   |  |  |                 |                 |                 |                 |                 |                 |  |  |  |  |  |  |  |  |
|                        |                        |                        |                        |                        |                        |                      |                      |                      |                      |                                   |                      |                               |                               |                               |                               |                               |                               |                               |                               |                               |                               |                               |                               |                   |                   |  |  |                 |                 |                 |                 |                 |                 |  |  |  |  |  |  |  |  |
|                        |                        |                        |                        |                        |                        |                      |                      |                      |                      |                                   |                      | Thomas Dufresne               | Thomas Dufresne               | Thomas Dufresne               | Thomas Dufresne               | Thomas Dufresne               | Thomas Dufresne               |                               |                               | Victoire Dussault             | Victoire Dussault             | Victoire Dussault             | Victoire Dussault             | Victoire Dussault | Victoire Dussault |  |  |                 |                 |                 |                 |                 |                 |  |  |  |  |  |  |  |  |
|                        |                        |                        |                        |                        |                        |                      |                      |                      |                      |                                   |                      | Thomas Dufresne               | Thomas Dufresne               | Thomas Dufresne               | Thomas Dufresne               | Thomas Dufresne               | Thomas Dufresne               |                               |                               | Victoire Dussault             | Victoire Dussault             | Victoire Dussault             | Victoire Dussault             | Victoire Dussault | Victoire Dussault |  |  |                 |                 |                 |                 |                 |                 |  |  |  |  |  |  |  |  |
|                        |                        |                        |                        |                        |                        |                      |                      |                      |                      |                                   |                      |                               |                               |                               |                               |                               |                               |                               |                               |                               |                               |                               |                               |                   |                   |  |  |                 |                 |                 |                 |                 |                 |  |  |  |  |  |  |  |  |
|                        |                        |                        |                        |                        |                        |                      |                      |                      |                      |                                   |                      |                               |                               |                               |                               |                               |                               |                               |                               |                               |                               |                               |                               |                   |                   |  |  |                 |                 |                 |                 |                 |                 |  |  |  |  |  |  |  |  |
| Marius Dufresne        | Marius Dufresne        | Marius Dufresne        | Marius Dufresne        | Marius Dufresne        | Marius Dufresne        |                      |                      |                      |                      |                                   |                      | Candide Dufresne              | Candide Dufresne              | Candide Dufresne              | Candide Dufresne              | Candide Dufresne              | Candide Dufresne              |                               |                               | Romulus Dufresne              | Romulus Dufresne              | Romulus Dufresne              | Romulus Dufresne              | Romulus Dufresne  | Romulus Dufresne  |  |  | Cécile Dufresne | Cécile Dufresne | Cécile Dufresne | Cécile Dufresne | Cécile Dufresne | Cécile Dufresne |  |  |  |  |  |  |  |  |
| Marius Dufresne        | Marius Dufresne        | Marius Dufresne        | Marius Dufresne        | Marius Dufresne        | Marius Dufresne        |                      |                      |                      |                      |                                   |                      | Candide Dufresne              | Candide Dufresne              | Candide Dufresne              | Candide Dufresne              | Candide Dufresne              | Candide Dufresne              |                               |                               | Romulus Dufresne              | Romulus Dufresne              | Romulus Dufresne              | Romulus Dufresne              | Romulus Dufresne  | Romulus Dufresne  |  |  | Cécile Dufresne | Cécile Dufresne | Cécile Dufresne | Cécile Dufresne | Cécile Dufresne | Cécile Dufresne |  |  |  |  |  |  |  |  |
|                        |                        |                        |                        |                        |                        | Oscar Dufresne       | Oscar Dufresne       | Oscar Dufresne       | Oscar Dufresne       | Oscar Dufresne                    | Oscar Dufresne       |                               |                               | Alexandrine Pelletier         | Alexandrine Pelletier         | Alexandrine Pelletier         | Alexandrine Pelletier         | Alexandrine Pelletier         | Alexandrine Pelletier         |                               |                               |                               |                               |                   |                   |  |  |                 |                 |                 |                 |                 |                 |  |  |  |  |  |  |  |  |
|                        |                        |                        |                        |                        |                        | Oscar Dufresne       | Oscar Dufresne       | Oscar Dufresne       | Oscar Dufresne       | Oscar Dufresne                    | Oscar Dufresne       |                               |                               | Alexandrine Pelletier         | Alexandrine Pelletier         | Alexandrine Pelletier         | Alexandrine Pelletier         | Alexandrine Pelletier         | Alexandrine Pelletier         |                               |                               |                               |                               |                   |                   |  |  |                 |                 |                 |                 |                 |                 |  |  |  |  |  |  |  |  |
|                        |                        |                        |                        |                        |                        |                      |                      |                      |                      |                                   |                      |                               |                               |                               |                               |                               |                               |                               |                               |                               |                               |                               |                               |                   |                   |  |  |                 |                 |                 |                 |                 |                 |  |  |  |  |  |  |  |  |
|                        |                        |                        |                        |                        |                        |                      |                      |                      |                      | Laurette Dufresne (née Normandin) |                      |                               |                               |                               |                               |                               |                               |                               |                               |                               |                               |                               |                               |                   |                   |  |  |                 |                 |                 |                 |                 |                 |  |  |  |  |  |  |  |  |

## Sources
- « M. Oscar Dufresne est mort subitement hier soir », Le Devoir,‎ 2 mai 1936
- Lorenzo Prince, Charles Gordonsmith, Ben Deacon et M. Marcy, Montreal Old and New : Oscar Dufresne, Montréal, International Press Syndicate, 1915, 509 p., p. 393
- André Dufresne, De Rivard à Dufresne : une histoire de famille, Montréal, Éditions Laglanderie, 2006, 412 p.
- Archives de Montréal, « Les industriels. Oscar Dufresne. », Ville de Montréal (consulté le 17 janvier 2012)
- Robert Cadotte, « Résidence Dufresne », milieuxdefavorises.org (UQUAM), 2007 (consulté le 17 janvier 2012)
- « Alexandrine Pelletier », Geneanet. Le site de référence des généalogistes., 2007 (consulté le 17 janvier 2012)